# Ivón Mercedes Ramírez Morillo
Ivón Ramírez, de son nom complet Ivón Mercedes Ramírez Morillo est une botaniste vénézuélienne née en 1965. Spécialiste des Bromeliaceae, elle est l'auteure d'un grand nombre de publications à ce sujet ainsi que sur certaines zones géographiques spécifiques, notamment le Yucatán au Mexique. Elle est l'épouse du botaniste vénézuélien Germán Carnevali.

## Biographie
En 1987, Ivón Ramírez est licenciée en biologie à l'université centrale du Venezuela puis poursuit sont cursus en maîtrise et doctorat à l'université du Missouri à Saint-Louis aux États-Unis. Elle travaille comme enquêtrice pour le centre de recherche scientifique du Yucatán au Mexique.